# فرودگاه نوروود
فرودگاه نوروود (به انگلیسی: Norwood Airport) یک فرودگاه همگانی است . این فرودگاه در شهر نوروود کشور کانادا قرار دارد و در ارتفاع ۱۹۸ متری از سطح دریا واقع شده است.